# Рязанські князі
Муромо-Рязанське князівство виділилось з Чернігівського у 1127 році. Через два роки було розділене на уділи серед яких найбільш значним було Рязанське князівство. Нижче наведено список князів які правили Рязанським князівством.

## Князі в Муромі
- Ярослав Святославич (1127—1129)

## Князі в Рязані
- Святослав Ярославич (1129—1143)
- Ростислав Ярославич (1143—1145)
- Гліб Ростиславич (1145—1147)
- Давид Святославич (1147)
- Ігор Святославич (1148)

…
- Гліб Ростиславич (повторно) (1151—1153)
- Володимир Святославич (1153—1161)
- Гліб Ростиславич (повторно) (1161—1177)

…
- Роман Глібович (1180—1207)

У 1208—1212 роках у Рязані сиділи намісники великого князя владимирського Всеволода Юрійовича Велике Гніздо.
- Гліб Володимирович (1212—1217/1218)
- Інгвар Ігорович (1217/1218—1235)
- Юрій Ігорович (1235—1237)

## Князі в Переяславі-Рязанському
- Інгвар Інгварович (гіпотетично) (1237—1252)

Великі князі:
- Олег Інгварович Красний (1252—1258)
- Роман Олегович (1258—1270)
- Федір Романович (1270—1294)
- Ярослав Романович (1294—1299)

Князі:
- Костянтин Романович (1299—1301)
- Василій Костянтинович або Ярослав Констянтинович (1301—1308)

Великі князі:
- Іван Ярославич (1308—1327)

Князі:
- Іван Іванович Коротопол (1327—1342)

Великі князі:
- Ярослав-Дмитрій Олександрович (1342—1343)
- Іван Олександрович (1343—?)
- Василій Олександрович (?—1349)
- Олег Іванович (1350—1371)
- Володимир Дмитрович (1371—1372)
- Олег Іванович (повторно) (1372—1402)
- Федір Олегович (1402—1408)
- Іван Володимирович (1408—після 1409)
- Федір Олегович (повторно) (після 1409—1427)
- Іван Федорович (1427—1456)

Правління московських намісників:
- намісники Василія II Темного (1456—1462)
- намісники Івана III (1462—1464)

Великі князі:
- Василій Іванович (1464—1483)
- Іван Васильович (1483—1500)
- Іван Іванович (1500—1521). Регенти — мати Аграфена Василівна (1500—1510), бабка Анна Василівна (1500—1501).

У 1521 році Велике князівство Рязанське було ліквідоване і приєднане до Москви, князь Іван Іванович потрапив у полон.